# Robert Cash
Robert Cash (New Albany, 7 de marzo de 2001) es un tenista profesional estadounidense.

## Trayectoria
Cash juega tenis universitario en la Universidad Estatal de Ohio.Con James Tracy realizaron su debut ATP en el Torneo de Newport 2024 donde alcanzaron su primera final.

## Títulos ATP (1; 0+1)

### Dobles (1)
| Leyenda                         |
| ------------------------------- |
| Grand Slam (0)                  |
| ATP World Tour Finals (0)       |
| ATP World Tour Masters 1000 (0) |
| ATP World Tour 500 (0)          |
| ATP World Tour 250 (1)          |

| N.º | Fecha               | Torneo    | Superficie | Pareja      | Oponentes en la final            | Resultado   |
| --- | ------------------- | --------- | ---------- | ----------- | -------------------------------- | ----------- |
| 1.  | 19 de julio de 2025 | Los Cabos | Dura       | James Tracy | Blake Bayldon Tristan Schoolkate | 7-6(4), 6-4 |

#### Finalista (1)
| N.º | Fecha               | Torneo  | Superficie | Pareja      | Oponentes en la final       | Resultado |
| --- | ------------------- | ------- | ---------- | ----------- | --------------------------- | --------- |
| 1.  | 26 de julio de 2024 | Newport | Hierba     | James Tracy | André Göransson Sem Verbeek | 3-6, 4-6  |

## Títulos ATP Challenger (7; 0+7)

### Dobles (7)
| Nr. | Fecha                    | Torneo                 | Superficie        | Pareja        | Finalistas                                 | Resultado Final     |
| --- | ------------------------ | ---------------------- | ----------------- | ------------- | ------------------------------------------ | ------------------- |
| 1.  | 24 de septiembre de 2023 | Challenger de Columbus | Dura (i)          | James Trotter | Guido Andreozzi Miguel Ángel Reyes Varela  | 6-4, 2-6, [10-7]    |
| 2.  | 10 de agosto de 2024     | Challenger de Lincoln  | Dura              | James Tracy   | Ariel Behar Luke Johnson                   | 7-6(6), 6-3         |
| 3.  | 2 de noviembre de 2024   | Charlottesville        | Dura (i)          | James Tracy   | Chris Rodesch William Woodall              | 4-6, 7-6(7), [10-7] |
| 4.  | 16 de noviembre de 2024  | Drummondville          | Dura (i)          | James Tracy   | Liam Draxl Cleeve Harper                   | 6-2, 6-4            |
| 5.  | 1 de febrero de 2025     | Cleveland              | Dura (i)          | James Tracy   | Juan Carlos Aguilar Filip Pieczonka        | 7-6(4), 6-1         |
| 6.  | 12 de abril de 2025      | Sarasota               | Tierra batida (v) | James Tracy   | Federico Agustín Gómez Luis David Martínez | 6-4, 7-6(3)         |
| 7.  | 3 de mayo de 2025        | Aix-en-Provence        | Tierra batida     | James Tracy   | Théo Arribagé Hugo Nys                     | 7-5, 7-6(5)         |